# Santa Luzia, Kap Verde
För andra platser och företeelser med detta namn, se Santa Luzia.

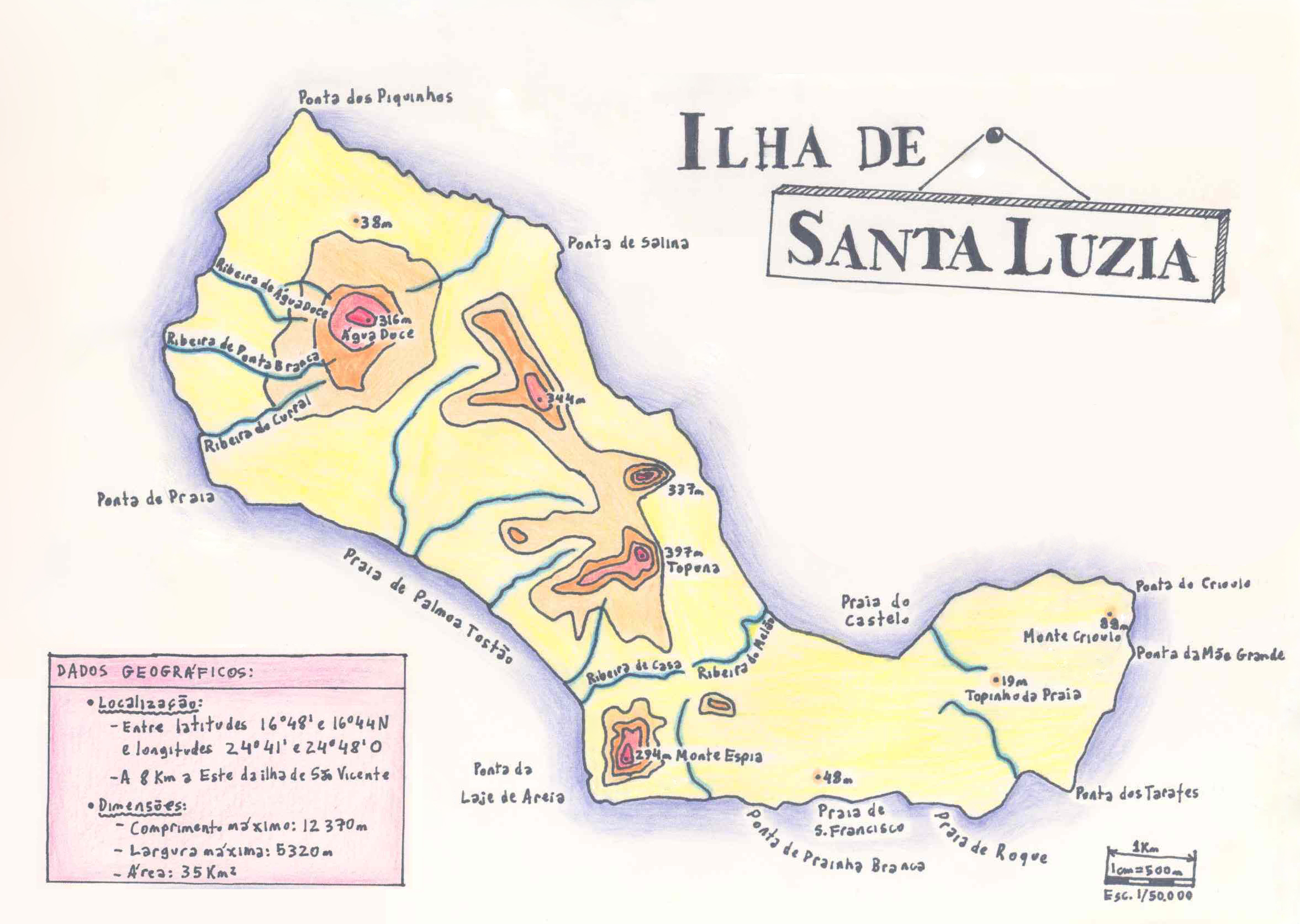
Öns geografiska karakteristika.

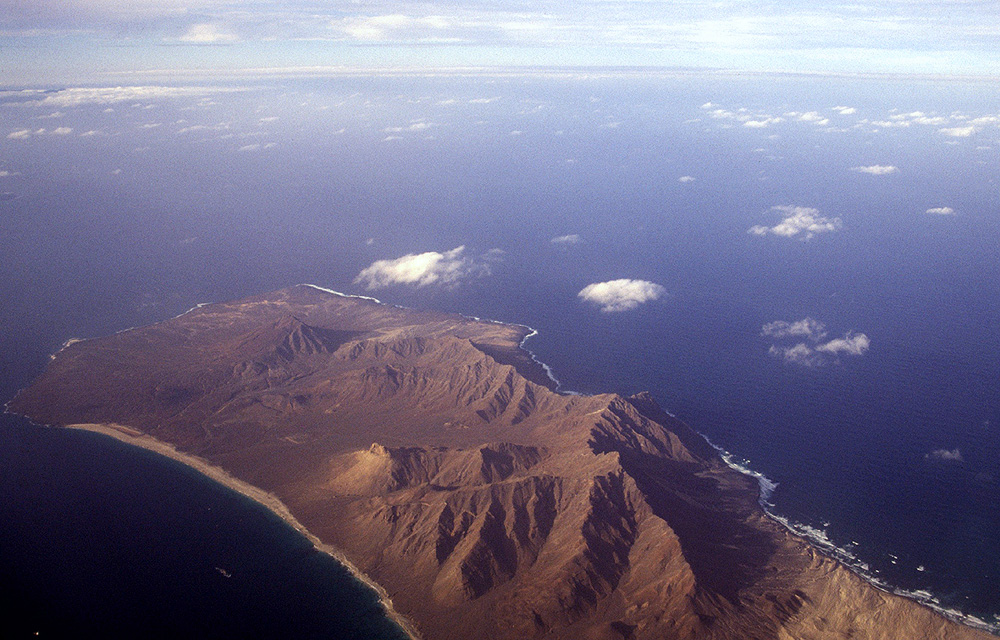
Flygbild av Santa Luzia (Kap Verde).

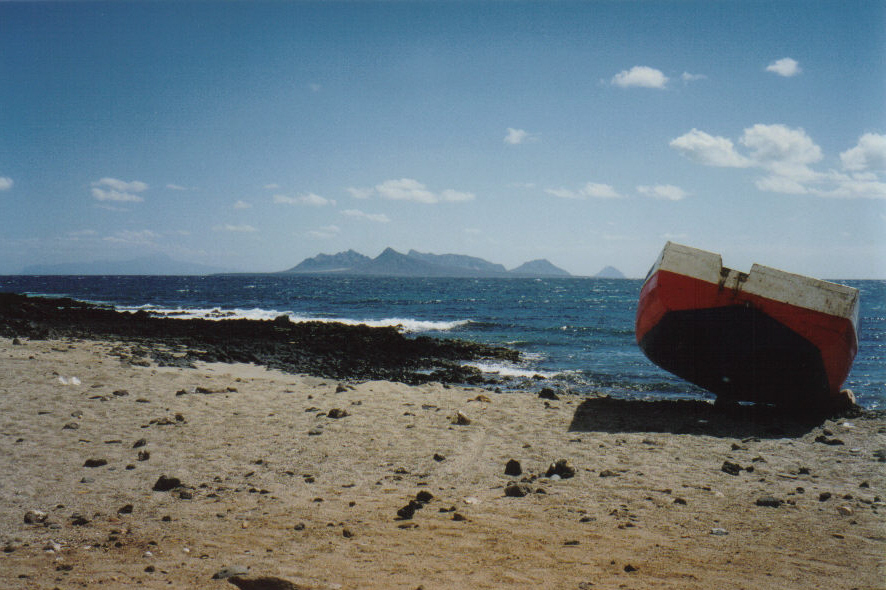
Santa Luzia sedd från São Vicente.

Santa Luzia är en  obebodd ö i arkipelagen Barlavento i Kap Verde. Santa Luzia ligger mellan São Nicolau och São Vicente. Öns areal är 34.2 kvadratkilometer. Liksom alla Kap Verde-öarna, är den av vulkaniskt ursprung. Den högsta toppen är Topona, 395 meter över havet. Santa Luzia är 12,4 kilometer lång och 5,3 kilometer bred.

## Terräng
Santa Luzia är extremt torr och ofruktbar. Den har en oländig nordkust och en naturskön sydkust med stränder och dyner.

## Invånare
Santa Luzia var obebodd tills Luis de Castro Pereira fick ön som förläning på 1600-talet. Ön har använts som betesmark för boskap när det har varit perioder med regn. På 1800-talet fanns det 20 personer som levde av boskapsskötsel på ön. En herdefamilj bodde kvar på ön fram till 1960-talet. Numer ingår ön i Kap Verdes största marina naturreservat och man håller på att återuppbygga den ömtåliga ekostrukturen. Av den anledningen får bara forskare och volontärer besöka ön.

## Administration
Administrativt sett är inte Santa Luzia del av någon kommun, men ön ingår i ett allmänt område som tillhör Kap Verde. Tillsammans med öarna Ilhéu Branco och Ilhéu Raso, finns Santa Luzia på den Unescos tentativa lista över världsarv. Santa Luzia, Ilhéu Branco och Ilhéu Raso blev upptagna på en lista över skyddade områden  som Santa Luzia Nature Reserve (Reserva Natural Integral de Santa Luzia) år 1990. Utöver själva ön (43 km²), täcker naturreservatet 469 km² av havet.